# Istigobius ornatus
 Istigobius ornatus és una espècie de peix de la família dels gòbids i de l'ordre dels perciformes.

## Morfologia
Els mascles poden assolir els 11 cm de longitud total.

## Distribució geogràfica
Es troba des del Mar Roig fins al nord de Moçambic, Fidji, el sud de Taiwan, Nova Caledònia i Tonga.